# Тираноктони (скулптура)
„Тираноктони“ (на гръцки: Τυραννοκτόνοι, на италиански: Gruppo dei Tirannicidi) е мраморна скулптура висока 182 см, датирана от II век. с автори Критий и Несиот, изложена в Националния археологически музей в Неапол, Италия.

## История
„Тираноктони“ е скулптурна група, изобразяваща Хармодий и Аристогейтон, наричани още Тираноктони (тираноубийци). Това е първата гръцка скулптура, която изобразява исторически фигури и факти, като се смята за пресечната точка между архаичния период и класическия стил в гръцкото скулптурно изкуство.
След установяването на демокрацията в Атина скулптурната група на Тираноктонитв е поръчана на скулптора Антенор и е поставена впоследствие на атинската Агора. Тя е открадната от персите по време на окупацията на Атина през 480 г. пр. Хр. и е върната на атиняните от Александър III Македонски (според историка Ариан) или от Селевк I Никатор (според римския писател Валерий Максим). Междувременно обаче гражданите на Атина поръчватна Критий и Несиот нова скулптура на Хармодий и Аристогейтон, която е изработена от майсторите приблизително през 477 г. пр. Хр.
В наши дни и двете първоначални скулптури са изгубени и от тях са останали само копия, направени през римския период. Едно от тези копия, датиращо от II век, е изложено днес в Националния археологически музей в Неапол.

## Описание
Хармодий и Аристогейтон са гръцки, герои убили през 514 г. пр. Хр. от атинския тиран Хипарх. Атиняните наричат двамата герои Тираноктони (тираноубийци).
Скулптурата ни показва идеализираните портрети на двамата герои. Хармодий е изобразен с голо тяло и доста по-възрастен от действителните години на героя. Виждаме го обръснат и с мечове в двете си ръце, като дясната ръка е вдигната и изнесена напред. Аристогейтон  е изобразен с брада, хламида, преметната върху лявото рамо, държащ два меча в ръце, като лявата му ръка е вдигната и изнесена напред. От четирите меча са останали само дръжките.
Историята на Хармодий и Аристогейтон продължава да бъде цитирана като възхитителен пример за героизъм и преданост в продължение на много години. Фактът, че скулптурите на Освободителите са копирани и по времето на римляните, демонстрира трайността на легендата за Тираноктоните.